# 11771 Maestlin
11771 Maestlin è un asteroide della fascia principale. Scoperto nel 1973, presenta un'orbita caratterizzata da un semiasse maggiore pari a 2,9182983 UA e da un'eccentricità di 0,2162292, inclinata di 7,49435° rispetto all'eclittica.
L'asteroide è dedicato al professore di astronomia tedesco Michael Maestlin.